# Elan Sara DeFan
Elan Sara DeFan, pseudonim Elan (ur. 1 marca 1983 w Guadalajarze) – meksykańska piosenkarka.
Jej debiutancki singel Midnight oraz album Street Child odniosły sukces w Meksyku oraz Australii, gdzie na początku zostały wydane. Kolejne dokonania Elan nie odniosły już tak dużego sukcesu, jednakże cieszyły się dość dużym powodzeniem w wyżej wymienionych państwach.
Elan przy tworzeniu muzyki inspiruje się brytyjską muzyką oraz dokonaniami takich artystów, jak np. Bob Dylan, Janis Joplin, John Lennon, Melissa Etheridge czy Bonnie Raitt.

## Dyskografia

### Albumy
- Street Child (2003)
- London Express (2005)
- What Can Be Done at This Point (2007)
- Shine (2008)

### Single
| Album                          | Tytuł                   |
| ------------------------------ | ----------------------- |
| Street Child                   | Midnight                |
| Street Child                   | Hideaway                |
| Street Child                   | Street Child            |
| Street Child                   | They Came From the City |
| Street Child                   | Time                    |
| London Express                 | Be Free                 |
| London Express                 | This Fool's Life        |
| London Express                 | Whatever It Takes       |
| What Can Be Done at This Point | Don't Want You in       |
| What Can Be Done at This Point | Made Myself Invisible   |
| What Can Be Done at This Point | This Time Around        |
| Shine                          | Shine                   |